# Yiyuan
Yiyuan är ett härad som lyder under Zibos stad på prefekturnivå i Shandong-provinsen i norra Kina. Det ligger omkring 120 kilometer sydost om provinshuvudstaden Jinan.